# Кравчук, Даниил Викторович
Дании́л Ви́кторович Кравчу́к (укр. Данило Вікторович Кравчук; род. 2 июля 2001, Вознесенск, Николаевская область) — украинский футболист, нападающий клуба ЛНЗ.

## Биография
Родился 2 июля 2001 года. Воспитанник киевского «Арсенала» в составе которого выступал в детско-юношеской футбольной лиге.
В 2018 году перешёл в полтавскую «Ворсклу». В сезоне 2018/19 дебютировал в чемпионате для игроков до 19 лет, а в следующем сезоне — в турнире для футболистов до 21 года. Дебют в основном составе команды состоялся 12 марта 2020 года в матче четвертьфинала Кубка Украины против черниговской «Десны» (1:0). Главный тренер Юрий Максимов выпустил Кравчука в середине второго тайма вместо Дениса Васина. В чемпионате Украины Кравчук впервые сыграл 31 мая 2020 года в матче против «Львова» (1:1), выйдя на замену в конце встречи вместо Руслана Степанюка. Свой первый гол в чемпионате забил 3 июля 2020 года также в игре против «Львова» (2:2). Данный гол стал первым в Премьер-лиге Украины, забитым игроком 2001 года рождения.
В финальной игре Кубка Украины против киевского «Динамо», в которой полтавчане уступили в серии пенальти, Кравчук остался на скамейке запасных.

## Достижения
- Финалист Кубка Украины: 2019/20

## Статистика
| Сезон   | Клуб    | Лига                 | Чемпионат | Чемпионат | Кубок | Кубок | U-21 | U-21 | U-19 | U-19 |
| Сезон   | Клуб    | Лига                 | Игры      | Голы      | Игры  | Голы  | Игры | Голы | Игры | Голы |
| ------- | ------- | -------------------- | --------- | --------- | ----- | ----- | ---- | ---- | ---- | ---- |
| 2018/19 | Ворскла | Премьер-лига Украины | 0         | 0         | 0     | 0     | 0    | 0    | 24   | 2    |
| 2019/20 | Ворскла | Премьер-лига Украины | 5         | 1         | 2     | 0     | 5    | 0    | 15   | 14   |